# Refuge du Grand Bec
Le refuge du Grand Bec est un refuge situé en France dans le département de la Savoie en région Auvergne-Rhône-Alpes.

## Caractéristiques et informations
Ce refuge appartient à la Fédération française des clubs alpins et de montagne. Un gardiennage est prévu seulement durant une partie de l'année qui débute aux alentours du 20 juin. Le refuge est équipé d'un poêle à bois ; une bouteille de gaz est en principe mise à disposition, tout comme des couvertures et des couverts de cuisine. La capacité d'accueil maximale de l'établissement est de 36 places.

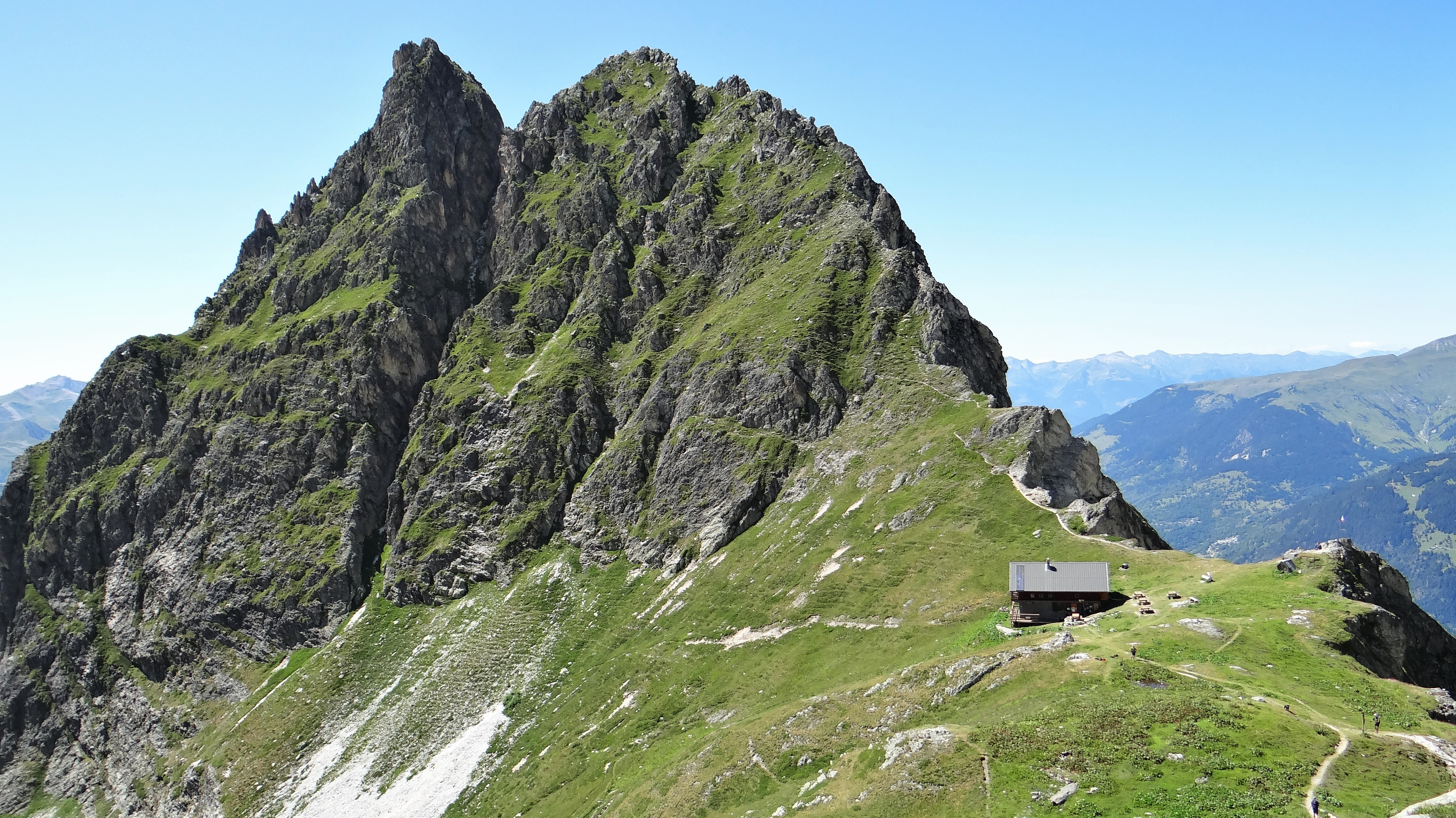
Vue du refuge au pied de la pointe de la Vuzelle (2 574 m).

## Accès

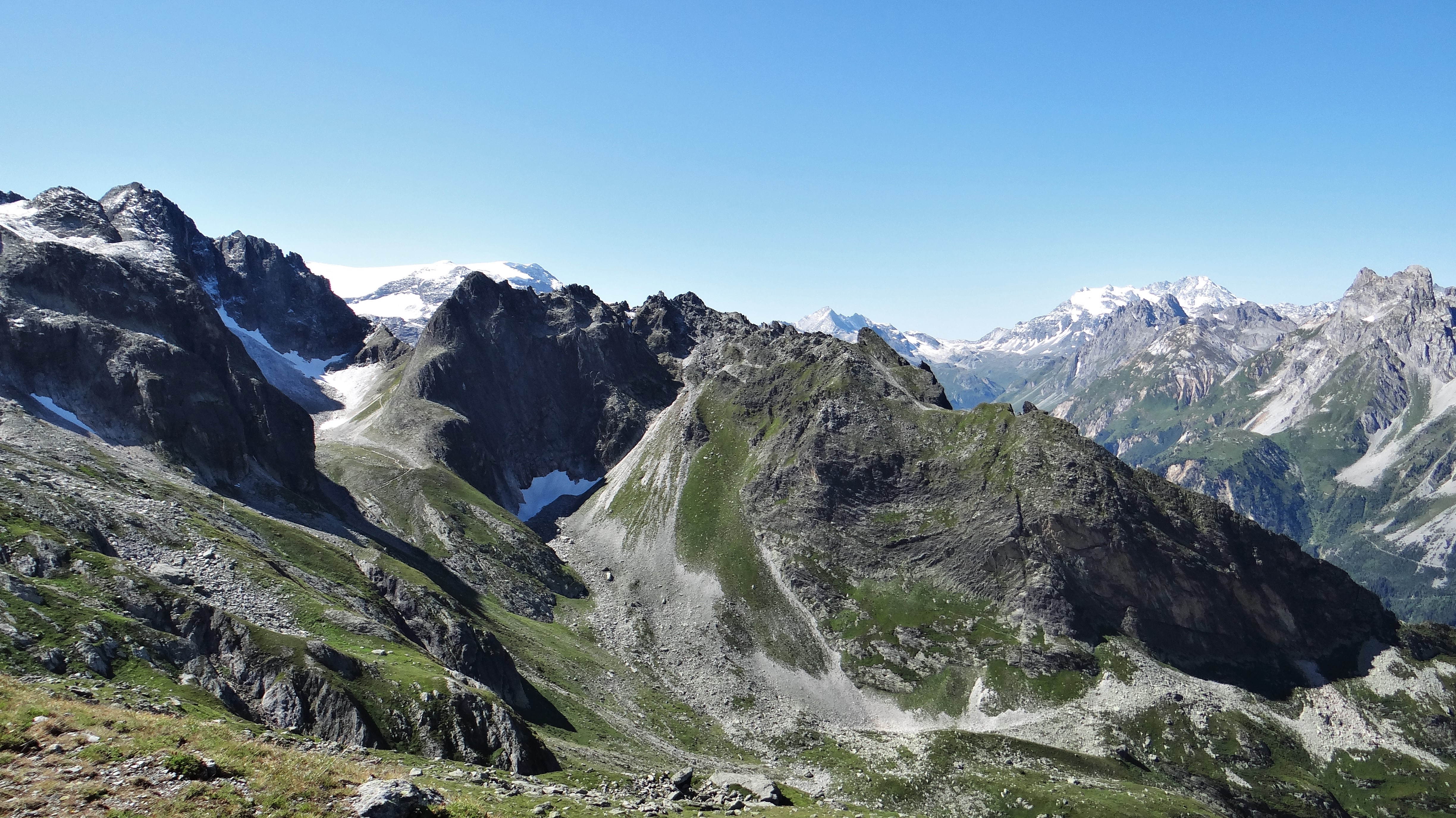
Col de Leschaux (à gauche) depuis les hauteurs du refuge.

Pour se rendre au refuge du Grand Bec, il est nécessaire de passer au-dessus du village du Planay qui se situe sur la continuité de la voie routière menant à la commune de Pralognan. Une fois arrivé au Plan Fournier, il faut emprunter un chemin forestier qui mène au col de la Vuzelle. De ce sentier, le refuge est alors indiqué.
Un autre chemin d'accès, plus long, est au départ de Pralognan en passant par le col de Leschaux (2 564 m).

## Ascensions

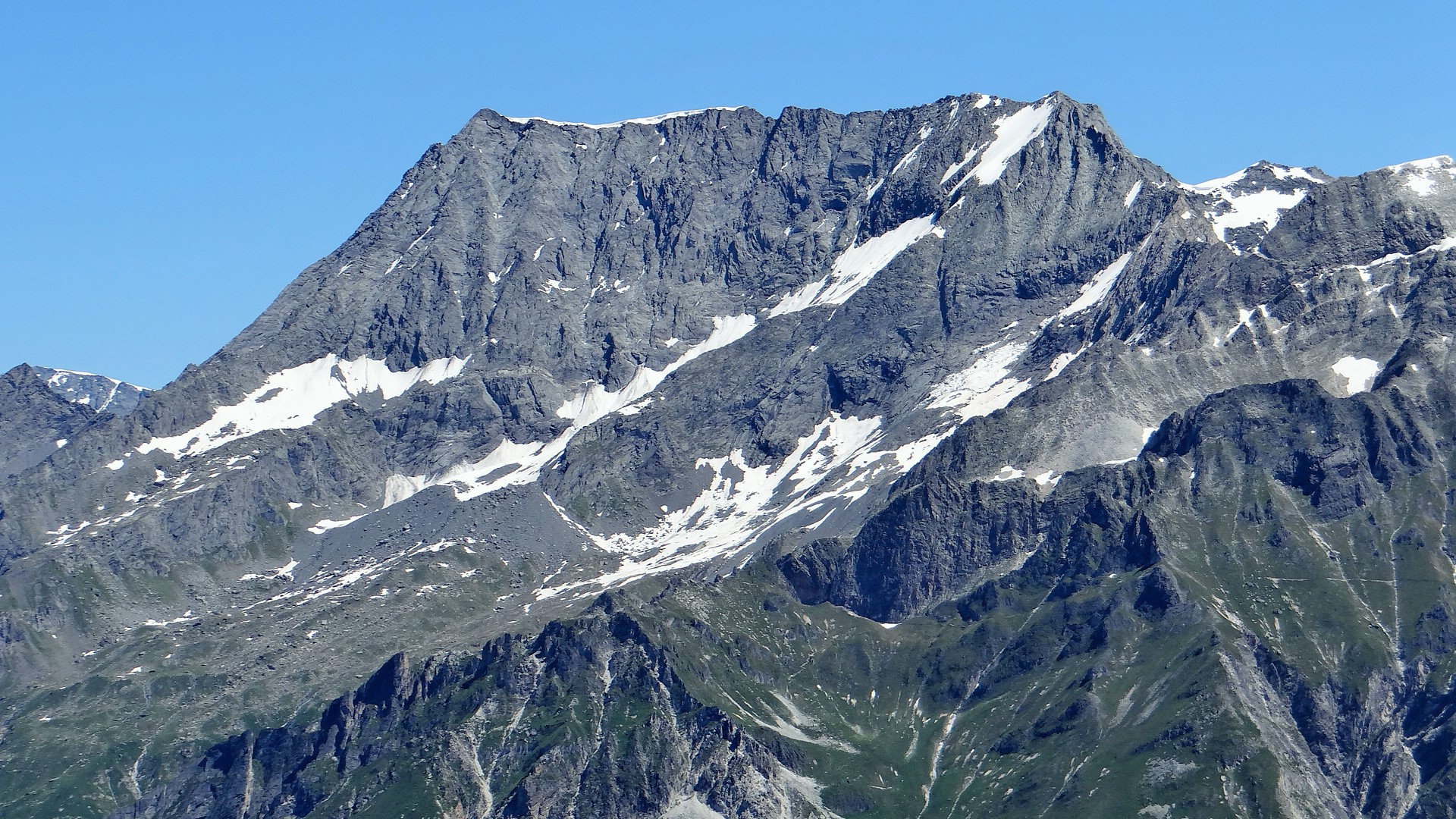
Grand Bec (3399 m).

Ce refuge est le point de départ des ascensions du Grand Bec (3 399 m), du Creux Noir (3 154 m) et de la pointe du Vallonnet (3 371 m).